# Asfalt Records
Asfalt Records — польський хіп-хоп-лейбл, який був заснований в 1998 році Марціном Грабським.